# Bobby Lewis
Robert Franklin "Bobby" Lewis (Washington D. C., 20 de marzo de 1945) es un exjugador de baloncesto estadounidense que disputó cuatro temporadas en la NBA. Con 1,90 metros de estatura, lo hacía en la posición de base.

## Trayectoria deportiva

### Universidad
Jugó durante tres temporadas con los Tar Heels de la Universidad de Carolina del Norte, donde promedió 22,1 puntos y 6,1 rebotes por partido. Su media de anotación es la tercera mejor de la historia de su universidad. En sus dos últimas temporadas fue incluido en el mejor quinteto de la Atlantic Coast Conference, siendo incluido además en el tercer equipo All-American en 1966.

### Profesional
Fue elegido en la trigésimo novena posición del Draft de la NBA de 1967 por San Francisco Warriors, y también por los Anaheim Amigos en el draft de la ABA, fichando por los primeros. Allí jugó 3 temporadas, siempre como suplente, siendo la mejor la 1969-70, en la que promedió 7,2 puntos y 2,7 asistencias por partido.
En 1970 se produjo un Draft de expansión por la llegada de tres nuevos equipos a la liga, siendo elegido por los Cleveland Cavaliers. En los Cavs jugaría la que sería su última temporada como profesional, como suplente de John Warren, promediando 5,9 puntos y 3,1 asistencias por partido.

## Estadísticas de su carrera en la NBA

### Temporada regular
| Temporada | Edad | Equipo                 | Liga | P   | TIT | MIN  | TC  | TCA | %TC  | 3P | 3PA | %3P | TL  | TLA | %TL  | R.OF. | R.DEF. | REB | ASIS | ROB | TAP | PER | FP  | PTS |
| 1967-68   | 22   | San Francisco Warriors | NBA  | 41  |     | 8.3  | 1.4 | 3.7 | .391 |    |     |     | 1.5 | 1.9 | .772 |       |        | 1.4 | 1.0  |     |     |     | 1.0 | 4.4 |
| 1968-69   | 23   | San Francisco Warriors | NBA  | 62  |     | 12.2 | 1.8 | 4.7 | .390 |    |     |     | 1.3 | 1.8 | .735 |       |        | 1.8 | 1.2  |     |     |     | 1.9 | 5.0 |
| 1969-70   | 24   | San Francisco Warriors | NBA  | 73  |     | 18.5 | 2.9 | 7.6 | .382 |    |     |     | 1.4 | 2.1 | .658 |       |        | 2.2 | 2.7  |     |     |     | 2.3 | 7.2 |
| 1970-71   | 25   | Cleveland Cavaliers    | NBA  | 79  |     | 23.4 | 2.3 | 6.1 | .370 |    |     |     | 1.4 | 1.9 | .717 |       |        | 2.6 | 3.1  |     |     |     | 2.2 | 5.9 |
| Total     |      |                        | NBA  | 255 |     | 16.9 | 2.2 | 5.8 | .381 |    |     |     | 1.4 | 1.9 | .712 |       |        | 2.1 | 2.2  |     |     |     | 2.0 | 5.8 |

### Playoffs
| Temporada | Edad | Equipo                 | Liga | P | MIN | TCA | TC | 3PA | 3P | TLA | TL | R.OF. | REB | ASIS | ROB | TAP | PER | FP | PTS | %TC  | %3P | %FT  | MIN  | PTS | REB | AST |
| 1967-68   | 22   | San Francisco Warriors | NBA  | 1 | 4   | 2   | 3  |     |    | 0   | 0  |       | 0   | 0    |     |     |     | 0  | 4   | .667 |     |      | 4.0  | 4.0 | 0.0 | 0.0 |
| 1968-69   | 23   | San Francisco Warriors | NBA  | 5 | 59  | 11  | 28 |     |    | 1   | 3  |       | 5   | 6    |     |     |     | 12 | 23  | .393 |     | .333 | 11.8 | 4.6 | 1.0 | 1.2 |
| Total     |      |                        | NBA  | 6 | 63  | 13  | 31 |     |    | 1   | 3  |       | 5   | 6    |     |     |     | 12 | 27  | .419 |     | .333 | 10.5 | 4.5 | 0.8 | 1.0 |